# Port Kaituma
Port Kaituma is een dorp in Barima-Waini regio van Guyana. Het is een mijnersdorp aan de Kaituma. Het gaf toegang tot Jonestown van de Peoples Temple, en was de plaats waar de Amerikaanse afgevaardigde Leo Ryan werd vermoord.

## Geschiedenis
Port Kaituma was oorspronkelijk een inheems dorp. In de jaren 1950 werd mangaan ontdekt in de buurt van Matthews Ridge. In 1959 opende een dochteronderneming van Union Carbide mijnen. Matthews Ridge lag aan een niet-bevaarbare rivier. Daarom werd er een 62 km lange spoorlijn aangelegd naar Port Kaituma waar de mangaan werd overgeladen op schepen en naar Trinidad werd verzonden.
President Burnham vond dat Guyana zelfvoorzienend moest worden, en dat het binnenland moest worden ontwikkeld. Port Kaituma werd aangewezen als een potentiële nieuwe stad, en een grote middelbare school met 800 leerlingen werd geopend. In 1968 hield de grootschalige mijnbouw op vanwege een wereldwijde prijsdaling.
In 1973 verhuisde Jim Jones de Peoples Temple van de Verenigde Staten naar Guyana. Het dorp Jonestown werd in de buurt van Port Kaituma gebouwd. In 1978 vertrok Amerikaanse afgevaardigde Leo Ryan met journalisten naar Guyana om de geruchten over de sekte te onderzoeken. Ryan vond 15 sekteleden die terug naar de Verenigde Staten wilden. Op 18 november 1978 waren de vliegtuigen klaar om te vertrekken van de airstrip van Port Kaituma, maar werden met automatische wapens onder vuur genomen. Er vielen 5 doden waaronder Ryan en 13 gewonden. Dezelfde dag pleegden 909 sekteleden zelfmoord.
In 1982 werden de mangaanmijnen definitief gesloten. Port Kaituma is de toegangs- en verzamelplaats geworden voor goudzoekers. Watervoorziening en elektriciteit zijn gebrekkig, de wegen zijn slecht begaanbaar en het prijsniveau ligt bijzonder hoog, maar Port Kaituma blijft een druk dorp. In 2011 werd een mangaanmijn in Matthews Ridge heropend door Reunion Gold Corp.
Jonestown* · Mabaruma · Matthews Ridge · Port Kaituma · Santa Rosa · Whitewater